# Leo Marchiori
Leodamante Domenico Marchiori, detto Leo (San Stino di Livenza, 26 giugno 1898 – Vancouver, 27 maggio 1949), è stato un pistard italiano naturalizzato canadese.

## Carriera
Nato nel 1898 in Italia, a San Stino di Livenza, in provincia di Venezia, soprannominato anche Mante, emigrò in seguito in Canada.
A 34 anni partecipò ai Giochi olimpici di Los Angeles 1932, nella gara di velocità del ciclismo su pista, non passando la sua batteria (terzo dietro all'olandese Jacobus van Egmond, poi oro, e al britannico Ernest Chambers, passavano i primi due), riuscendo comunque ad accedere ai quarti di finale, grazie al ripescaggio, chiuso alle spalle del solo statunitense Bobby Thomas; proprio ai quarti verrà invece eliminato nella sfida uno contro uno con il francese Louis Chaillot, poi argento.
Morì nel 1949, a 50 anni.

## Piazzamenti

### Competizioni mondiali
- Giochi olimpici

Los Angeles 1932 - Velocità: Quarti di finale (5º ex aequo)